# Гаслах-ім-Кінцигталь
Гаслах (нім. Haslach) — місто в Німеччині, знаходиться в землі Баден-Вюртемберг. Підпорядковується адміністративному округу Фрайбург. Входить до складу району Ортенау.
Площа — 18,71 км2. Населення становить 7152 ос. (станом на 31 грудня 2020).